# مارميليرو
مارميليرو (بالبرتغالية: Marmeleiro‏)؛ بلدية في ولاية بارانا في المنطقة الجنوبية من البرازيل.